# Roko Sikirić
Roko Sikirić (Zadar, 22. kolovoza 1981.) bivši je hrvatski odbojkaš, a trenutno je predsjednik Europske odbojkaške federacije (CEV)
Rođen je u Zadru 22. kolovoza 1981. godine. Podrijetlom je iz Bibinja. 
Sikirić se odbojkom počeo baviti 1990. godine. U početku je igrao za HAOK Mladost Zagreb, s kojim je osvojio četiri prvenstva i tri kupa.
Otišao je igrati za prvaka Austrije HotVolleys Beč 2004. U Francuskoj je prvo igrao za Narbonne Volley prije nego što je 2007. osvojio francuski kup s AS Cannesom. Nakon što je igrao odbojku u Italiji za Cagliari, preselio se u arapski klub Al-Ahli Dubai. Odatle je Sikirić, 2010. godine prešao u njemački bundesligaš Generali Haching. S Bayernom je osvojio DVV kup 2011. godine. Zatim je prešao u ligaškoga rivala Berlin Recycling Volleys. S klubom je tri puta zaredom postao njemački prvak 2012., 2013. i 2014. godine. Došao je i do finala DVV kupa 2013./'14. Nakon sezone završio je svoju igračku karijeru i preuzeo ulogu sportskog direktora u BR Volleys.
Za hrvatsku odbojkašku reprezentaciju odigrao je 89 utakmica.
Diplomirao je na studiju globalnog i sportskoga menadžmenta u Bostonu i Connecticutu u SAD-u. Postao je predsjednik Europske odbojkaške federacije (CEV) 24. kolovoza 2024. godine.